# 恵三朗
恵 三朗（めぐみ さぶろう）は、日本の漫画家。北海道千歳市出身、北海道在住。

## 略歴
2004年、19歳の時に『DOBER』が『月刊ガンガンWING』（スクウェア・エニックス）2004年9月号に掲載されデビュー。
2007年、中村恵三朗名義で『月刊少年シリウス』（講談社）にてホラー作品を発表。
2012年、『彼女の鉄拳』がアフタヌーン四季賞2012年秋のコンテストで審査員特別賞を受賞。当時の審査員は萩尾望都。
2018年、『フラジャイル 病理医岸京一郎の所見』で第42回講談社漫画賞一般部門を受賞。

## 人物
趣味はラーメン屋のスタンプカード集め。
『フラジャイル』で主演を務めた長瀬智也が主演しているドラマを、昔から家族で見ていたという。

## 作品
- DOBER（『月刊ガンガンWING』2004年9月号）
- レンが帰る家（『月刊ガンガンWING』2005年2月号）
- Fiss（原作：冬瀬まのと、『月刊ガンガンWING』2005年12月号） - 第2回スクウェア・エニックス小説大賞入選作品のコミカライズ。
- テラーナイトシリーズ - 中村恵三朗名義[7]。
  - ツクコエ（『月刊少年シリウス』2007年1月号）
  - 誘う手（『月刊少年シリウス』2007年2月号）
  - 監視者の指令（『月刊少年シリウス』2007年3月号）
- 林間学校（『月刊少年シリウス』2007年10月号） - 『木原浩勝原作怪談コミック短編集 怪想録』に収録[8]。
- じゃがにまなびや（『コミックふるさと北海道』2012年5月[1]）
- 彼女の鉄拳（『月刊アフタヌーン』2013年2月号付録小冊子『アフタヌーン四季賞PORTABLE』Vol.28、『good!アフタヌーン』2016年2号再掲載[4]）
- あまねパラドックス（『good!アフタヌーン』27号（2013年2月号））
- フラジャイル 病理医岸京一郎の所見（原作：草水敏、『月刊アフタヌーン』2014年8月号 - 連載中、既刊30巻）※2025年7月現在。
  - フラジャイル特別編（『アフタヌーン14月号』2016年[9]） - 『月刊アフタヌーン』の定期購読者限定特典。